# Norden
 For alternative betydninger, se Norden (flertydig). (Se også artikler, som begynder med Norden)
Betegnelsen Norden angiver de fem nordiske riger. Betegnelsen menes at hidrøre fra tysk og henviser til beliggenheden i forhold til Tyskland.
De nordiske lande udgør en region i Nordeuropa og Nordatlanten, som består af Danmark, Finland, Island, Norge og Sverige, og de selvstyrende områder Ålandsøerne (del af Finland), Færøerne (del af Danmark) og Grønland (del af Danmark). Samerne har også en grad af uafhængighed. Skandinavien bruges undertiden som synonym for Norden, men i de nordiske lande opfattes disse som to forskellige ord, især fordi Skandinavien pr. definition består af landene Danmark, Norge og Sverige.
Regionens fem suveræne stater og tre autonome regioner deler en meget fælles historie samt fælles træk i deres respektive samfund, såsom politiske systemer, sprog og den nordiske model.
Politisk udgør de nordiske lande ikke en selvstændig enhed, men til gengæld samarbejder de i Nordisk råd. Sprogligt er landene homogene med tre uafhængige sproggrupper, den nordiske som hører til de indoeuropæiske sprog og finsk og samisk, som hører til de uralske sprog, såvel som det eskimoisk-aleutiske sprog grønlandsk, som tales i Grønland. De nordiske lande har en samlet befolkning på 27.688.062 (2021) indbyggere spredt ud over et areal på 3.5 million km² (Grønland tegner sig for 60% af arealet).

## Historie
Nordens historie er den fælles historie i de nordiske lande Danmark, Norge og Sverige samt de selvstyrende områder Ålandsøerne (tilhører Finland) samt Færøerne og Grønland (tilhører Danmark).
I vikingetiden og den tidligere middelalder betegnedes Norden eller Nordlandene som de nordgermanske stammers område, det vil sige Sverige, Norge, Danmark, Island og Færøerne, men ikke Finland. I dette område talte man et fælles sprog og havde en fælles kultur.
Færøerne, Island og Grønlands tilknytning til Nordlandene begyndte i vikingetiden og i den tidlige middelalder blev de første nordiske riger grundlagt.
I en del af middelaldertiden var Norden forenet under den danske krone gennem Kalmarunionen (officielt 1397-1524). Unionen ophørte reelt, da Sverige udtrådte i 1521. Norge fortsatte med at være en del af Danmark til 1814, da Norge indgik en tvunget personalunion med Sverige. De nordatlantiske øer, som oprindelig var norske, fortsatte med at tilhøre Danmark. Norge blev selvstændigt i 1905, Finland i 1917 og Island i 1944.
- Nordens flag er gult med rødt kors.
- 5 af de nordiske landes flag
- Norden minus Grønland
- Befolkningstæthed

## Nordisk samarbejde
Som en vigtig del af det nutidige nordiske samarbejde grundlagdes Nordisk Råd 1952 og i 1954 Den nordiske pasunion. Helsingforsaftalen var 1962 et vigtigt led i udbygningen af det nordiske fællesskab. 1971 grundlægges Nordisk Ministerråd, som er de nordiske regeringers samarbejdsorgan.
Foreningen Norden er grundlagt i 1919 for at udbygge det nordiske samarbejde og forståelse. Der blev oprettet afdelinger i alle de nordiske lande. Foreningen havde en aktiv politisk rolle i forbindelse med stiftelsen af de nordiske institutioner Nordisk Råd og Nordisk Ministerråd og var med i påvirkningsarbejdet, der bl.a. førte til pasunionen, socialkonvention og sprogkonvention.

## Europæisk integration
|         | EFTA | EU | EØS | Eurozonen | NATO | Schengen |
| ------- | ---- | -- | --- | --------- | ---- | -------- |
| Danmark |      | x  | x   |           | x    | x        |
| Finland |      | x  | x   | x         | x    | x        |
| Island  | x    |    | x   |           | x    | x        |
| Norge   | x    |    | x   |           | x    | x        |
| Sverige |      | x  | x   |           | x    | x        |

De nordiske lande er medlemmer af Europarådet, EØS, FN og med i Schengen-samarbejdet. Norge, Danmark og Island er medlemmer af NATO.
På trods af det tætte samarbejde i Nordisk Råd og Nordisk Ministerråd er der betydelige forskelle i landenes europæiske integration. Danmark, Finland og Sverige er medlemmer af Den Europæiske Union (EU), mens Norge og Island er medlemmer af EFTA. Alle lande er medlemmer af Det Europæiske Økonomiske Samarbejdsområde (EØS) og en del af Schengen-området. Norge og Island er med i Schengen-området gennem en associeringsaftale med EU. Schengen-samarbejdet og retten til fri bevægelighed og ophold i medlemsstaterne har på mange måder "opslugt" den nordiske pasunion og det fælles nordiske arbejdsmarked.
Nordisk Råd og Nordisk Ministerråd arbejder aktivt med EU-spørgsmål. Siden september 2017 har Nordisk Råd et kontor i Bruxelles. Formålet med Bruxelles-kontoret er at etablere kontakter mellem Nordisk Råd og Europa-Parlamentet. Nordisk Råds første repræsentant i Bruxelles er Matilda af Hällström.

## Nordiske lande efter befolkning
| #                                                 | Flag        | Land      |  | Folketal   |  |  |  | Areal     | Hovedstad   | Kilde  |
| ------------------------------------------------- | ----------- | --------- |  | ---------- |  |  |  | --------- | ----------- | ------ |
| 1                                                 | Sverige     | Sverige   |  | 10.004.076 |  |  |  | 449.964   | Stockholm   | [ 3 ]  |
| 2                                                 | Danmark     | Danmark   |  | 5.745.526  |  |  |  | 43.094    | København   | [ 4 ]  |
| 3                                                 | Finland     | Finland   |  | 5.488.543  |  |  |  | 338.145   | Helsingfors | [ 5 ]  |
| 4                                                 | Norge       | Norge     |  | 5.252.166  |  |  |  | 385.199   | Oslo        | [ 6 ]  |
| 5                                                 | Island      | Island    |  | 332.529    |  |  |  | 103.000   | Reykjavik   | [ 7 ]  |
| 6                                                 | Grønland    | Grønland1 |  | 56.890     |  |  |  | 2.166.086 | Nuuk        | [ 8 ]  |
| 7                                                 | Færøerne    | Færøerne1 |  | 49.006     |  |  |  | 1.399     | Tórshavn    | [ 9 ]  |
| 8                                                 | Ålandsøerne | Åland2    |  | 27.456     |  |  |  | 1.580     | Mariehamn   | [ 10 ] |
| 1Tilhører Rigsfællesskabet. \| 2Tilhører Finland. |             |           |  |            |  |  |  |           |             |        |

## Kronologi over de nordiske lande
|  | Danmark |

|  | Norge |

|  | Sverige |

|  | Finland |

|  | EU |

|  | Andet |

| Århundrede  | Nordisk politisk enhed | Nordisk politisk enhed | Nordisk politisk enhed | Nordisk politisk enhed | Nordisk politisk enhed                                 | Nordisk politisk enhed | Nordisk politisk enhed | Nordisk politisk enhed    | Nordisk politisk enhed    |
| 21          | Danmark (EU)           | Island                 | Færøerne               | Grønland               | Norge                                                  | Sverige (EU)           | Sverige (EU)           | Åland (EU)                | Finland (EU)              |
| 20          | Danmark                | Island                 | Færøerne               | Grønland               | Norge                                                  | Sverige                | Sverige                | Åland                     | Finland                   |
| 19          | Danmark                | Danmark                | Danmark                | Danmark                | Sverige-Norge                                          | Sverige-Norge          | Sverige-Norge          | Storfyrstendømmet Finland | Storfyrstendømmet Finland |
| 18          | Danmark-Norge          | Danmark-Norge          | Danmark-Norge          | Danmark-Norge          | Danmark-Norge                                          | Sverige                | Sverige                | Sverige                   | Sverige                   |
| 17          | Danmark-Norge          | Danmark-Norge          | Danmark-Norge          | Danmark-Norge          | Danmark-Norge                                          | Sverige                | Sverige                | Sverige                   | Sverige                   |
| 16          | Danmark-Norge          | Danmark-Norge          | Danmark-Norge          | Danmark-Norge          | Danmark-Norge                                          | Sverige                | Sverige                | Sverige                   | Sverige                   |
| 15          | Kalmarunionen          | Kalmarunionen          | Kalmarunionen          | Kalmarunionen          | Kalmarunionen                                          | Kalmarunionen          | Kalmarunionen          | Kalmarunionen             | Kalmarunionen             |
| 14          | Danmark                | Norge                  | Norge                  | Norge                  | Norge                                                  | Sverige                | Sverige                | Sverige                   | Sverige                   |
| 13          | Danmark                | Norge                  | Norge                  | Norge                  | Norge                                                  | Sverige                | Sverige                | Sverige                   | Sverige                   |
| 12          | Danmark                | Den islandske fristat  | Norge                  | Norge                  | Norge                                                  | Sverige                | Sverige                | Sverige                   | Sverige                   |
| Folkeslag   | Danskere               | Islændinge¹            | Færinger¹              | Grønlændere            | Nordmænd                                               | Svenskere              | Ålændinge              | Ålændinge                 | Finner                    |
| Minoriteter | Tyskere                | Nordmænd               | Nordmænd, islændinge   | Nordmænd, islændinge   | Islændinge, shetlændinge, orkadianere, færinger, samer | Finner, samer, jämter² | Finner                 | Finner                    | Svenskere, samer          |

- 1: De oprindelige bosættere fra Færøerne og Island var af nordisk (hovedsagelig norsk) oprindelse med et betydeligt element af keltisk eller piktisk oprindelse (fra Irland og Skotland).
- 2: bosættere af Jämtland er af norsk – mere specifikt Trøndersk – oprindelse, og deres forfædre grundlagde deres egen stat, som svarer til den islandske fristat, reguleret af Jamtamot, samling af frie mænd.